# 多啦A夢族 奇異的甜品娜娜王國
《多啦A夢族　奇異的甜品娜娜王國》于1999年3月6日与《大雄的宇宙漂流记》及《大雄的结婚前夜》同年在日本上映，由米谷良知执导。片長15分鐘。本電影未曾於中文使用地發行影音產品或上映，僅印行書籍。

## 剧情简介
世界第一的点心工厂甜品娜娜王國要举行一年一度的点心大赛。多啦傑要多啦A夢族帮助收集材料。然而，七小子在去点心工厂的途中受到了同样参加该大赛的“尼加尼加”的各种阻碍。他先对王多啦跟艾・馬達多啦下手……
王国的蜜糖公主因为父母的关系，闷闷不乐……他的父母——砂糖国王、细糖王后因此决定，谁先能让公主笑出来，就把大奖给他。尼加尼加对各个参赛者捣乱，导致他们不能让公主笑出来……
多啦A夢族最终能够成功么？

## 主題曲
| 歌曲                                    | 作詞     | 作曲     | 演唱                 |
| --------------------------------------- | -------- | -------- | -------------------- |
| 我們是多啦A夢族（我ら ザ☆ドラえもんズ） | 米谷良知 | 石川惠樹 | 水木一郎＆堀江美都子 |